# Setmana Catalana de 2002
La Setmana Catalana de 2002, va ser la 39a edició de la Setmana Catalana de Ciclisme. Es disputà en 6 etapes del 25 al 29 de març de 2002. El vencedor final fou l'espanyol Juan Miguel Mercado de l'equip iBanesto.com per davant de Giuseppe Guerini i Serhí Hontxar.
La mort de Joaquim Sabaté i Dausà l'any anterior, van fer que aquesta edició de la "Setmana" no comptés amb el seu fundador després de quasi 40 anys.
La falta de figures de primer nivell, van fer que apareixesin nous talents. Així Juanmi Mercado va aconseguir la victòria final gràcies a la bona etapa feta a Coll de Pal.

## Etapes
| Etapa | Data       | Ciutats d'etapa                          | km    | Vencedor de l'etapa                  | Líder de la general         |
| ----- | ---------- | ---------------------------------------- | ----- | ------------------------------------ | --------------------------- |
| 1a    | 25 de març | Lloret de Mar – Lloret de Mar            | 143,0 | Erik Zabel (GER)                     | Erik Zabel (GER)            |
| 2a A  | 26 de març | Lloret de Mar – Empuriabrava             | 106,8 | Erik Zabel (GER)                     | Erik Zabel (GER)            |
| 2a B  | 26 de març | Empuriabrava – Empuriabrava (CRI)        | 10,3  | Juan Carlos Domínguez (ESP)          | Juan Carlos Domínguez (ESP) |
| 3a    | 27 de març | Castelló d'Empúries - Coll de Pal (Bagà) | 157,0 | Giuseppe Guerini (ITA)               | Juan Miguel Mercado (ESP)   |
| 4a    | 28 de març | Bagà - Vic                               | 176,0 | Miguel Ángel Martín Perdiguero (ESP) | Juan Miguel Mercado (ESP)   |
| 5a    | 29 de març | Vic - Sabadell                           | 144,0 | Óscar Pereiro (ESP)                  | Juan Miguel Mercado (ESP)   |

### 1a etapa[1]
25-03-2002: Lloret de Mar, 143,0 km.:
|   | Ciclista               | Equip              | Temps      |
| - | ---------------------- | ------------------ | ---------- |
| 1 | Erik Zabel (GER)       | Team Telekom       | 3h 58' 25" |
| 2 | Ángel Vicioso (ESP)    | Kelme-Costa Blanca | m. t.      |
| 3 | David Etxebarria (ESP) | Euskaltel-Euskadi  | m. t.      |

### 2a etapa A[2]
26-03-2002: Lloret de Mar – Empuriabrava, 106,8 km.
|   | Ciclista                 | Equip             | Temps      |
| - | ------------------------ | ----------------- | ---------- |
| 1 | Erik Zabel (GER)         | Team Telekom      | 2h 37' 11" |
| 2 | Stefan Kupfernagel (GER) | Phonak            | m. t.      |
| 3 | David Fernández (ESP)    | Relax-Fuenlabrada | m. t.      |

### 2a etapa B[2]
26-03-2002: Empuriabrava, 10,3 km.
|   | Ciclista                    | Equip  | Temps   |
| - | --------------------------- | ------ | ------- |
| 1 | Juan Carlos Domínguez (ESP) | Phonak | 11' 52" |
| 2 | Mikel Pradera (ESP)         | ONCE   | + 02"   |
| 3 | Isidro Nozal (ESP)          | ONCE   | + 08"   |

### 3a etapa[3]
27-03-2002: Castelló d'Empúries - Coll de Pal (Bagà), 153,0 km.:
|   | Ciclista                  | Equip        | Temps      |
| - | ------------------------- | ------------ | ---------- |
| 1 | Giuseppe Guerini (ITA)    | Team Telekom | 4h 26' 14" |
| 2 | Juan Miguel Mercado (ESP) | iBanesto.com | +03"       |
| 3 | Leonardo Piepoli (ITA)    | iBanesto.com | +58"       |

### 4a etapa[4]
28-03-2002: Bagà - Vic, 176,0 km.:
|   | Ciclista                             | Equip                        | Temps      |
| - | ------------------------------------ | ---------------------------- | ---------- |
| 1 | Miguel Ángel Martín Perdiguero (ESP) | Acqua & Sapone-Cantina Tollo | 4h 24' 05" |
| 2 | Erik Zabel (GER)                     | Team Telekom                 | m.t        |
| 3 | Stefan Kupfernagel (GER)             | Phonak                       | m.t        |

### 5a etapa[4]
29-03-2002: Vic - Sabadell, 144,0 km.:
|   | Ciclista               | Equip             | Temps      |
| - | ---------------------- | ----------------- | ---------- |
| 1 | Óscar Pereiro (ESP)    | Phonak            | 3h 27' 20" |
| 2 | David Etxebarria (ESP) | Euskaltel-Euskadi | m.t        |
| 3 | Vladímir Karpets (RUS) | Itera             | +03"       |

## Classificació General
|    | Ciclista                    | Equip                    | Punts       |
| -- | --------------------------- | ------------------------ | ----------- |
| 1  | Juan Miguel Mercado (ESP)   | iBanesto.com             | 19h 14' 53" |
| 2  | Giuseppe Guerini (ITA)      | Team Telekom             | + 15"       |
| 3  | Serhí Hontxar (UKR)         | Fassa Bortolo            | + 27"       |
| 4  | Juan Carlos Domínguez (ESP) | Phonak                   | + 34"       |
| 5  | Fernando Escartín (ESP)     | Coast                    | +47"        |
| 6  | Rui Lavarinhas (POR)        | Milaneza-MSS             | +01' 08"    |
| 7  | Wladimir Belli (ITA)        | Fassa Bortolo            | +01' 15"    |
| 8  | Gonzalo Bayarri (ESP)       | Jazztel-Costa de Almeria | +01' 23"    |
| 9  | Leonardo Piepoli (ITA)      | iBanesto.com             | +01' 33"    |
| 10 | Joaquim Rodríguez (ESP)     | ONCE                     | +01' 36"    |